# Maria Grazia Buccella
Maria Grazia Buccella (Milánó, 1940. augusztus 15.) olasz színésznő.

## Életpályája
1959-ben egy szépségversenyen Miss Velence-Tridentinának választották meg. 1959-ben részt vett a Miss Európa-választáson is. Az 1960-as évek elején telepedett le Rómában. 1976 novemberében ő szerepelt a Playmen magazin borítóján. 1979-ben visszavonult a filmezéstől, de az 1980-as években és 2000-ben még megjelent egy-egy filmben.
Eleinte epizódfeladatokhoz, később főleg kommerszfilmekben fontosabb szerepekhez jutott. Filmezett Párizsban és meghívták Hollywoodba is. A televízió is foglalkoztatta.

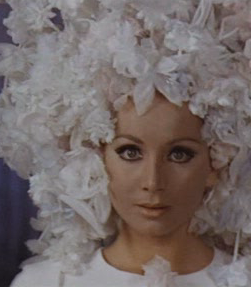
Az 1968-as Sissignore című filmben (rendező Ugo Tognazzi)

## Filmjei
- Raspoutine (1954)
- A Trevi-kút (Fontana di Trevi) (1960)
- Aranyhalak és ezüst bikinik (Pesci d’oro e bikini d'argento) (1962)
- Nerone ’71 (1962)
- Hűtlenség olasz módra (1963)
- Cover Girls (1964)
- Hajsza a gyémántokért (1965)
- Szüzet a hercegnek! (1966)
- Brancaleone ármádiája (1966)
- Egymillió karátos ötlet (1966)
- Arnold, a bajkeverő (1968)
- Hat kedves csirkefogó (1968)
- A szél dühe (1970)
- Csak rá kell nézni! (1970)
- Az 5. hatalom (1972)

## Díjai
- Taorminai Nemzetközi Filmfesztivál Arany Narancs-díja (1968)